# Keglevići
Keglevići (Keglevich, Keglegics, Keglevics, Keglyewicz, Kheglawitsch), hrvatska velikaška obitelj podrijetlom iz Kninske županije. Rodonačelnik obitelji je Petar, sin Kegela/Kegala/Xegala, iz roda Prklja/Perkalja (Percal). U izvorima iz 15. stoljeća zabilježeni su s pridjevkom Porički (de Porychan, Porechan, Porichan), prema posjedu u distriktu Unašice, a od kraja istog stoljeća s pridjevkom Bužimski (de Bwsyn), prema gradu Bužimu u Bihaćkoj krajini.
Najpoznatiji pripadnik ove obitelji je hrvatski ban Petar Keglević (1485.? – 1554./55.), koji je stekao posjede na Kordunu, u Hrvatskom zagorju i okolici Zagreba, a kćerinom ženidbom i u Međimurju. Isticali su se kao ratnici. U 18. stoljeću postupno su se povukli iz javnoga života, a posjedi u Hrvatskoj su im se smanjili, da bi na početku 20. stoljeća izumrla hrvatska grana obitelji.

## Obiteljska povijest
Podrijetlom su iz distrikta Unašice u Kninskoj županiji, zbog čega su u to vrijeme nosili pridjevak "Porički" (de Porychan), prema posjedu iz tog kraja. Rodonačelnikom obitelji smatra se Kegalj iz roda Prkalja, sin Petra i unuk Budislava. Kegalj se spominje 1358. godine, uz brata Martina i druge pripadnike roda, kad im je ban Ivan Ćuz vratio selo Brdari u Zrmanji koje im je bio oduzeo krbavski knez Grgur I. Kurjaković. Kegaljov sin Stjepan spominje se u izvorima sve do 1436. godine. Godine 1396. dobio je odluku o oslobađanju članova roda plaćanja jednoga dukata godišnje, koje im je nametnuto za vladavine bosanskog kralja Tvrtka I. Kotromanića.
Keglevići se spominju i u tužbama protiv Vlaha te je u jednoj od presuda, 1489. godine Šimunu i sinovima podijeljen kraljevski privilegij za posjede Brdare, Bahčiće i Konjšćicu. Šimunov sin Ivan (spominje se do 1510.) stekao je i posjede Jurja Mikuličića, supruga njegove sestre Jelene (spominje se 1494. – 1510.), koji ga je pred Kninskim kaptolom posinio i za 5000 zlatnih forinta prepustio mu gradove Bužim i Ostrovicu te mnogobrojne posjede u Lapačkoj, Gackoj, Kninskoj, Lučkoj i Nebljuškoj županiji, što je u svibnju 1494. godine potvrdio i kralj Vladislav II. Jagelović.
Za vrijeme osmanske opasnosti iselili su se na prostor Zagrebačke, Varaždinske i Križevačke županije, gdje je osobito Petar Keglević proširio obiteljske posjede, a potom i u Ugarsku, što dovodi do podjele obitelji u prvoj polovini 17. stoljeća, kada su se Keglevići podijeli na hrvatsku i ugarsku granu. Utemeljitelj hrvatskog ogranka bio je Petar V. (u. 1663.), a ugarske njegov brat Nikola (u. 1642.).
Banski namjesnik Petar VII. Keglević (u. 1724.) vratio je nakon protjerivanja Turaka, dio obiteljskih posjeda, a stekao je i grofovski naslov. Od 18. stoljeća članovi obitelji su se povukli iz javnoga života, a posjedi im se postepeno smanjuju i opterećuju dugovima.
Krajem 19. i početkom 20. stoljeća isticao se Oskar Keglević (u. 1918) koji je bio zastupnik u Hrvatskom saboru i član Narodne stranke. God. 1883. prodao je gorička dobra, a 1905. godine i ostala u Varaždinskoj županiji. Nije imao potomaka te je s njime izumrla hrvatska grana obitelji.
Keglevići se kasnije dijele na niz rodova koji nose pridjevke Porički, Bužimski, Gradički, Prkalj, Ljubički i dr.

## Članovi obitelji
Muški članovi obitelji:
- Stjepan
  - Šimun 
    - Simon Šimun (umro 1489.)
      - Petar (1478. – 1554.)
        - Gašpar (u. 1552.)
        - Petar (u. 1556.)
          - Juraj

        - Juraj (u. 1547.)
        - Ivan (u. 1547.)
        - Mate (u. 1584.)
        - Franjo (u. 1557.)
        - Nikola
        - barun Šimun (umro 1579.)
          - barun Ivan (1570. – 1645.)
            - barun Franjo (u. 1650.)

          - barun Juraj (u. 1621.)
            - barun Nikola (1600. – 1642.)
            - barun Petar (1603. – 1665.)
              - barun Petar
              - barun Ladislav (1627. – 1665.)
                - grof Petar (1660. – 1724.)[5]
                  - grof Ladislav (oko 1693. – 1735.)
                    - grof Petar (1722. – 1749.)

                  - grof Aleksandar (1706. – 1752.)
                    - grof Julije (1739. – 1810.)
                    - grof Josip (1742. – 1813.)

              - barun Ivan (1634. – 1654.)

            - Žigmund (u. 1662)
            - Stjepan

          - Peter (u. 1602)
          - Franjo

      - Ivan (umro 1512.)
        - Petar

    - Petar (umro 1467.)
      - Vuk

  - Nenad

Drugi
- grofica Katarina Keglević